# ロケットペンダント

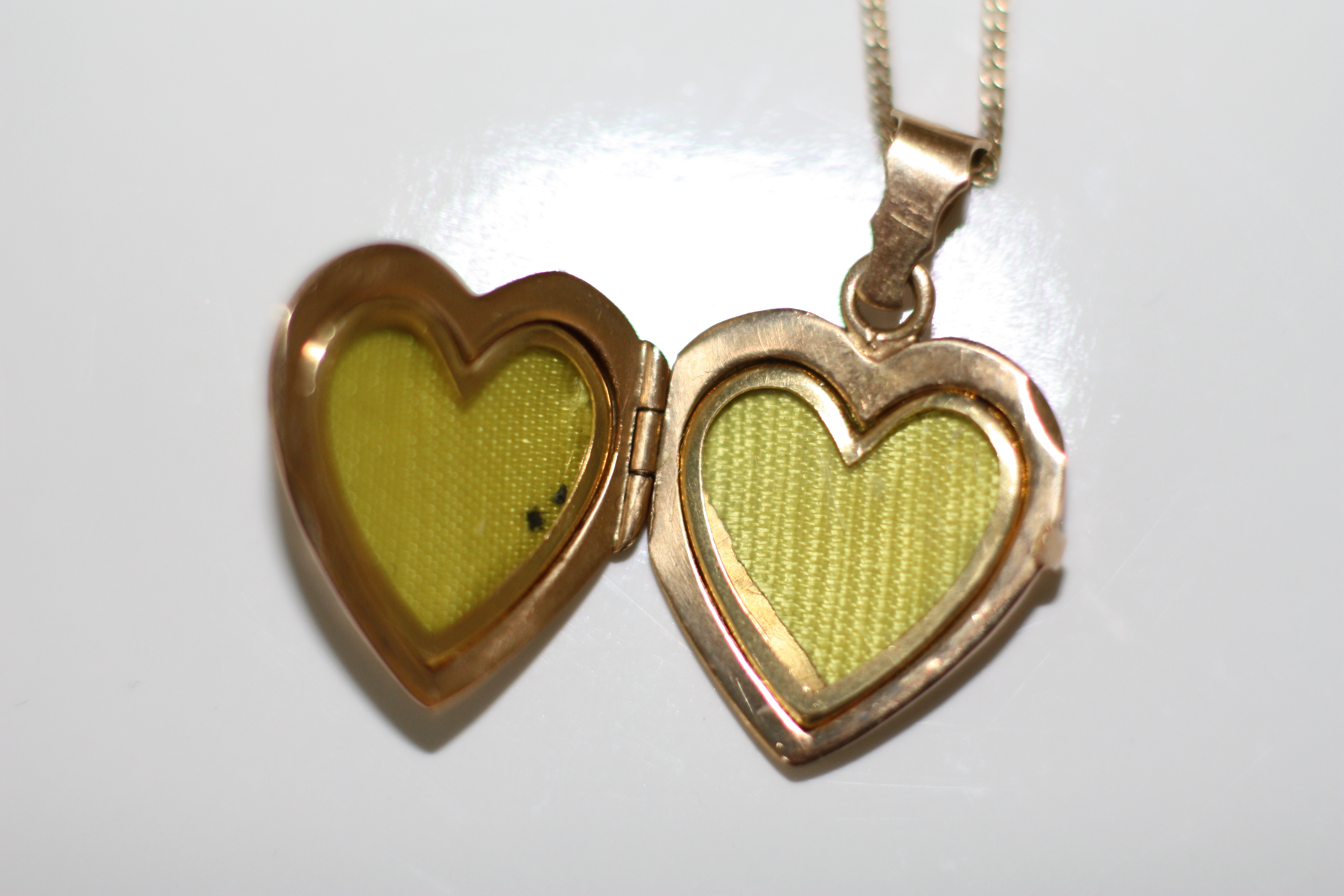
写真の入っていないロケットを開けた状態

ロケット、ロケットペンダント（英: locket）とは、チャームが開閉式になっていて中に写真や薬などを入れられるようになっているペンダントのこと。バレンタインデーの時の贈り物として、または洗礼や結婚の場で配られることが多い。古くは、ヴィクトリア朝時代の葬式で配られていた。
世界大戦当時、イギリス軍やアメリカ軍の制服には、小さな方位磁針を組み込んだロケットボタンが付いていた。
主な素材は、金・銀・真鍮で、他の金属に金張り、金メッキを施したものもある。ケースへ天然ないし人工のダイヤモンドを埋め込んだりして、光り輝く美しさを観賞したり楽しむものである。